# ستيفن رينولدز
ستيفن رينولدز (بالإنجليزية: Stephen Reynolds)‏ (11 يونيو 1992 في المملكة المتحدة - ) هو لاعب كرة قدم بريطاني في مركز الهجوم. شارك مع منتخب اسكتلندا تحت 19 سنة لكرة القدم. أما مع النوادي، فقد لعب مع ريث روفرز وسانت جونستون ونادي آير يونايتد.

## وصلات خارجية
- ستيفن رينولدز على موقع قاعدة بيانات كرة القدم.إي يو (الإنجليزية)
- ستيفن رينولدز على موقع Soccerbase.com (لاعب) (الإنجليزية)